# Дълги дел (Кочанско)
Дълги дел (на македонска литературна норма: Д'лги дел) е бивше село в източната част на Северна Македония, днес на територията на община Кочани.

## География
Селото се намирало високо в Осоговската планина, северно от град Кочани.

## История
В края на XIX век Дълги дел е чисто българско село в Кочанска каза на Османската империя. Според статистиката на Васил Кънчов („Македония. Етнография и статистика“) от 1900 година Дълги Долъ има 70 жители, всички българи християни.
По данни на секретаря на Българската екзархия Димитър Мишев („La Macédoine et sa Population Chrétienne“) през 1905 година в Дали дол (Dali-dol) има 104 жители българи екзархисти.
През септември 1910 година селото пострадва по време на обезоръжителната акция на младотурците и 96 души от Мишино и Дълги дел бягат в България.
При избухването на Балканската война 2 души от Дълги дол са доброволци в Македоно-одринското опълчение.
По-късно е присъединено към Полаки.

## Личности
Родени в Дълги дел
- Апостол Заов (Завов, Захов), македоно-одрински опълченец, 26-годишен, земеделец, 3-та рота на 7-а кумановска дружина[6]
- Мите Заов Велков, македоно-одрински опълченец, 24-годишен, земеделец, неграмотен, 4-та рота на 2-ра скопска дружина[7]
- Христо Петрев, български революционер, четник на Симеон Клинчарски в 1914 година,[8] четник и на Яне Велинов[9]